# Championnat d'Angleterre de hockey sur glace 1931-1932
Navigation
Édition précédente Édition suivante
La saison 1931-1932 de l'English League est la 1er édition[réf. nécessaire] du championnat d'Angleterre de hockey sur glace.

## Résultats des matchs et classement
| Clt   | Équipe                    | PJ | V  | D  | N | BP | BC | Pts |
| ----- | ------------------------- | -- | -- | -- | - | -- | -- | --- |
| +001, | Université d'Oxford       | 12 | 12 | 0  | 0 | 53 | 9  | 24  |
| +002, | Lions de Londres          | 12 | 9  | 3  | 0 | 29 | 16 | 18  |
| +003, | Princes IHC Londres       | 12 | 7  | 4  | 1 | 43 | 19 | 15  |
| +004, | Grosvenor House Canadians | 12 | 7  | 4  | 1 | 37 | 17 | 15  |
| +005, | Manchester                | 12 | 3  | 8  | 1 | 12 | 43 | 7   |
| +006, | Sussex                    | 12 | 2  | 9  | 1 | 8  | 42 | 5   |
| +007, | Université de Cambridge   | 12 | 0  | 12 | 0 | 6  | 46 | 0   |

- Champion d'Angleterre

## Varsity Match
| 6 février 1932 | Université d'Oxford | 7-0 | Université de Cambridge | Richmond |